# Cryptolestes ugandae
Cryptolestes ugandae is een keversoort uit de familie dwergschorskevers (Laemophloeidae). De wetenschappelijke naam van de soort werd in 1955 gepubliceerd door Steel & Howe.